# Mengers tvättsvamp

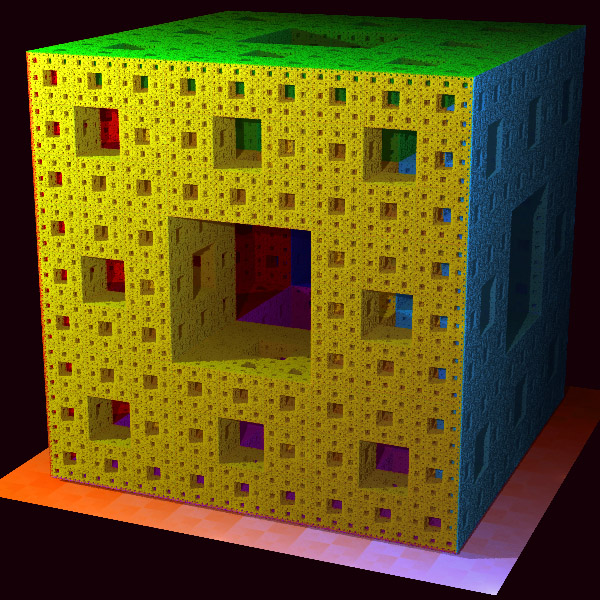
Mengers tvättsvamp

Mengers tvättsvamp (eng: Menger sponge) är en tredimensionell fraktal konstruerad av österrikaren Karl Menger år 1927.

## Konstruktion
| Mengers tvättsvamp, de fyra första nivåerna av konstruktionen. |
| En metod att konstruera Mengers tvättsvamp kan visualiseras som följer: 1. Utgå från en kub (första delbilden). 2. Förminska kuben så att sidans längd är {\displaystyle 1/3} av dess ursprungliga och gör 20 kopior av den. 3. Placera kopiorna så att de når samma storlek som den ursprungliga kuben men utan dess centrala delar (nästa delbild). 4. Upprepa processen från steg 2 för de nya mindre kuberna från det förra steget. I varje iteration (det vill säga upprepning av de tre sista stegen) blir effekten att delar av kuben tas bort, aldrig att något läggs till. Mengers tvättsvamp består av de delar av kuben som aldrig tas bort, hur många iterationer man än utför. |

| En alternativ förklaring: 1. Utgå från en kub (första delbilden). 2. Dela i varje steg in varje kub i 27 lika stora småkuber. 3. Ta bort den mittersta småkuben och de sex småkuberna på varje sida om denna från varje grupp om 27 kuber (andra delbilden). 4. Upprepa processen från steg 2 för de nya mindre kuberna (delbild 3 och 4). |

Antalet kuber multipliceras med 20 i varje iteration. Efter {\displaystyle n} stycken iterationer är alltså antalet kuber {\displaystyle 20^{n}}. Däremot minskar volymen till 20/27 av det föregående stegets volym, eftersom 7 av 27 lika stora kuber tas bort från varje grupp. I nedanstående tabell anges både antalet kuber och volymen efter ett antal iterationer, om startkuben är enhetskuben (med sidlängd 1). Volymen ges dels exakt, dels avrundad nedåt till 6 decimaler.
| Steg | Kuber      | Volym              | Avrundat |
| 0    | 1          | 1                  | 1        |
| 1    | 20         | 20/27              | 0,740740 |
| 2    | 400        | 400/729            | 0,548969 |
| 3    | 8 000      | 8000/19683         | 0,406442 |
| 4    | 160 000    | 160000/531441      | 0,301068 |
| 5    | 3 200 000  | 3200000/14348907   | 0,223013 |
| 6    | 64 000 000 | 64000000/387420489 | 0,165195 |

I den första nivån har inga iterationer utförts (200 = 1).

## Dimension
Mengers tvättsvamp har volym 0, eftersom detta är gränsvärdet av volymerna efter de olika stegen. Däremot växer den sammanlagda arean av kubsidorna mot oändligheten. Det är därför rimligt att uppfatta tvättsvampens dimension som mindre än tre, men större än två.
Ett precist mått på dimensionen kan bestämmas på följande sätt: Om man förstorar en tvådimensionell figur (till exempel en kvadrat eller en cirkelskiva) med en faktor k, så förstoras dess area med faktorn k2. En kvadrat med dubbelt så stor sidlängd har alltså fyra gånger så stor area, en cirkelskiva med tre gånger längre radie har nio gånger större area, och så vidare. Utför man motsvarande operation med en tredimensionell kropp (exempelvis ett rätblock), så förstoras volymen med faktorn k3. En kub med tre gånger längre sida har alltså 27 gånger större volym. Exponenten för förstoringsfaktorn är 2 för tvådimensionella figurer och 3 för tredimensionella kroppar.
Om man tredubblar sidlängden av Mengers tvättsvamp, så får man en ny tvättsvamp som innehåller 20 identiska kopior av den ursprungliga. (Detta framgår av den första konstruktionsmetoden ovan.) Tvättsvampens dimension kan därför (i analogi med vad som gäller för två- eller tredimensionella kroppar) sättas till den exponent x som har egenskapen att 3x = 20. Detta tal kallas 3-logaritmen av 20. Tvättsvampens dimension är alltså exakt
{\displaystyle \log _{3}\,20}
vilket avrundat blir ungefär 2,726833.